# Philippe de Vigneulles
Pour les articles homonymes, voir Vigneulles (homonymie).
Philippe de Vigneulles (1471-1528) est un chroniqueur messin, de langue française, actif au début du XVIe siècle en Lorraine. Commerçant de son état, il fut un chroniqueur intelligent, témoin de son époque, et un excellent conteur.

## Biographie
Le 7 juin 1471, Philippe Gérard, dit « de Vigneulles », naît à Vigneulles, un hameau du Pays messin, proche de Metz, alors ville libre du Saint-Empire romain germanique. Sa famille est alors une famille de paysans aisés. 
D'abord écolier à Vigneulles, puis à Lorry-lès-Metz, Philippe de Vigneulles fréquente ensuite l'école de l'abbaye de Saint-Martin-devant-Metz puis l'école de la Trinité. Il est ensuite, vers quinze ans, placé chez un notaire de Metz. Un différend violent l'oppose à son maître et le force à partir et à se réfugier chez sa sœur. Il voyage en suisse et en Savoie, sans l'accord de son père, où il reste au service d'un évêque, puis voyage en Italie en 1487. Il va jusqu'en Italie du Sud en s'arrêtant à Genève, puis à Rome, et enfin à Naples. Rentré à Metz en 1489, il apprend le métier de drapier et chaussetier.
En novembre 1490, lors d'une noce à Vigneulles, Philippe est enlevé, avec son père, par des soudards étrangers, probablement au service du duc de Lorraine René II. Ces soudards le retiennent en otage pendant un an, à Chauvency-le-Château, près de Montmédy, une ville située alors dans le duché de Luxembourg, possession de Maximilien Ier de Habsbourg. À cette époque, la République messine est en effet en guerre ouverte contre le duc de Lorraine. L’histoire de sa capture et de sa captivité est d’une intensité prodigieuse.
Philippe de Vigneulles est finalement libéré, contre le paiement d'une rançon, le 21 décembre 1491. Cet épisode, qui le marque profondément, sera peut-être à l'origine de sa vocation littéraire. Sa vie fut ensuite celle d'un « drapier-chaussetier », aisé. Philippe de Vigneulles se marie en 1493, mais il continue à écrire, devenant peu à peu un notable respecté de la cité messine.
Philippe de Vigneulles meurt de sa belle mort, entre le 20 mars et le 12 avril 1528.

## Œuvre

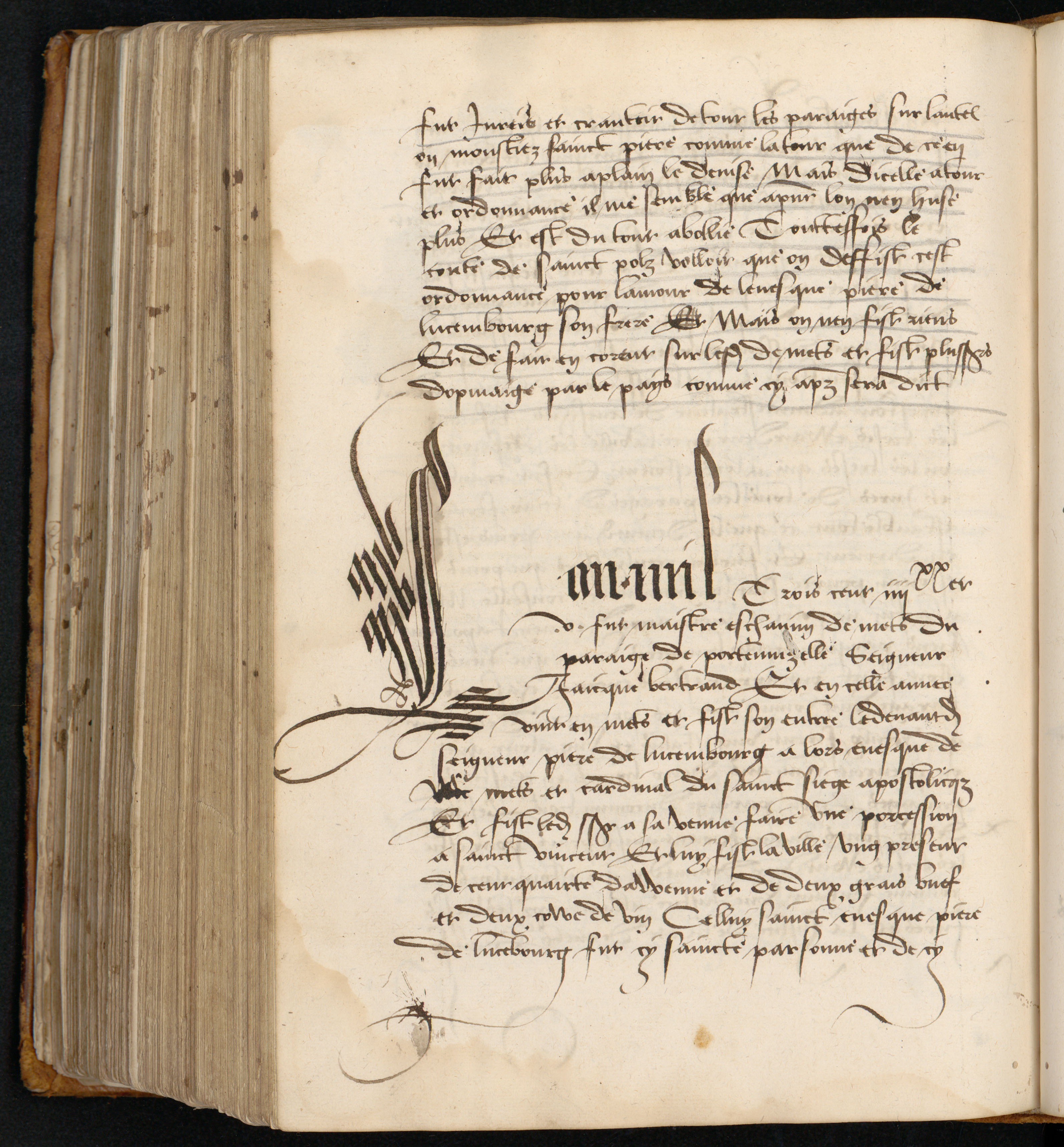
Chronique de Metz, f. 392v, MS 139

Philippe de Vigneulles a écrit une très longue chronique qui commence à la fondation du monde et va jusqu’en 1525. C’est une chronique universelle ; toutefois Philippe s’intéresse particulièrement à l’histoire de Metz et, en second lieu, à l’histoire du proche royaume de France, ainsi que du Saint-Empire auquel Metz appartient. Cette chronique est un document rare, car Philippe de Vigneulles « écrit le langage qui devait être celui des bons marchands de Metz, un français prononcé à la façon de Metz et enrichi d’innombrables lotharingismes » (Ch. Bruneau).
Le manuscrit original était conservé à la bibliothèque de Metz mais fut détruit par un incendie en août 1944.
Voici deux extraits de la Chronique pour l'année 1504 :
« Touttes choses furent à peu près en paireille pris et vallue de l’en passés : car l’on oit de bon vin et à planté ; les bief furent bon, maix fort chier ; une petitte chairée de foin coustoit V ou VI frant (et en avoit on grant nécessités ; et encor il eussent estes plus chier, se ne fût estes le [regain] qui revint ; et furent les prey en cest année faulchiez deux fois). Et fut cest année yey la plus belle vandange et la plus belle saison pour voiaigier que de loing temps fût veue. Et durait ce biaulx temps jusques à la sainct Mertin, que l’on ne veoit aultre chose que pèlerin et gens aller et venir par les champs. En cest présente année, le XXIIIe jours du moix d’aoust, environ minuit, il fist en Mets ung petit tramblement de terre, que plusieurs gens oyrent ; mais, Dieu mercy !, ne fist aultre mal. Et fut cest année fort dangereuse et pestilencieuze de fyèvre. »
« En ce temps, et alors qu’il estoient encor en Mets, vinrent et arivairent VI Hongre, belz hommes et puissant, abilliés à la mode de leur pais. Et tous six juoient de trompettes et de clérons, que biaulx les faisoit oyr. Et, avec ce, entre eulx en y avoit ung qui faisoit merveille de souplesse de corps ; et juoit en chambre close, au resgairt de tous ceulx et celiez qui en donnant argent y voulloient aller. Puis avoient yceulx VI Hongre deux grans ours avec eulx ; lesquelles il avoient cy bien aprins qu’il les faisoient dancer : car yceulx Hongre juoient de diverse instrument à la mode de leur pais, desquelles il faisoient dancer les dit ours. Et, avec ce, les ours meisme avoient semblable instrument comme musette, avec des grosse vessie en meylieu ; et, tout en dansant, il sambloit que les dit ours soufflaient dedens et juaissent de leur grosse patte dessus les trous ; et tellement que à les veoir il donnoient grant cause de rire. »
Philippe de Vigneulles a également rédigé des Mémoires, dont le manuscrit est conservé à la BnF, ainsi qu'un recueil de Cent nouvelles nouvelles, dans la tradition de Boccace, commencé vers 1505. C'est une des premières apparitions du genre de la nouvelle dans le monde francophone. Le manuscrit de cette dernière œuvre est déposé à la Bibliothèque municipale de Metz depuis 1973.

## Publications
- Philippe de Vigneulles, Chronique de Metz, Manuscrit illustré de dessins à la plume, numérisé, 1501 à 1527 (lire en ligne)
- La Chronique de Philippe de Vigneulles, éditée par Charles Bruneau, Société d'histoire et d'archéologie de la Lorraine, 1927-1933, 4 vol. (I. De la création du monde à 1324 ; II. De 1325 à 1473 ; III. De 1473 à 1499 ; IV. De 1500 à 1525)
- Philippe de Vigneulles, Jean-François Huguenin, Jean Aubrion, St. Thiébault (doyen de), Praillon, Les Chroniques de la ville de Metz : 900-1552, Typ. de S. Lamort, 1838, 896 pages. (lire en ligne)
- Philippe de Vigneulles, Les Cent nouvelles nouvelles, éd. avec une introd. et des notes par Charles H. Livingston, avec le concours de Françoise R. Livingston et Robert H. Ivy, Jr., Droz, Genève, 1972. - 453 p.-[12] f. de fac-sim., (Travaux d'humanisme et Renaissance ; 120)
- Philippe de Vigneulles, Gedenkbuch des Metzer Bürgers Philippe von Vigneulles aus den Jahren 1471 bis 1522, nach der Handschrift des Verfassers, hrsg. von Dr Heinrich Michelant, Literarischer Verein, Stuttgart, 1852.
- Philippe de Vigneulles, J'avais le cœur entre deux pierres, Ed. de La Joyeuserie, Dampicourt (Belgique), 2002. (Récit concernant sa captivité à Chauvency-le-château pendant quatorze mois, édité en français moderne par Daniel Garrot).
- Philippe de Vigneulles, Mémoires, traduction en français moderne, introduction et notes par Alain Cullière, Paris, Honoré Champion, coll. Traductions des classiques du Moyen Âge, n° 109, 2023, 566 p.  (ISBN 978-2-7453-5834-9).